# ディートリヒ・フィッシャー＝ディースカウ
ディートリヒ・フィッシャー＝ディースカウ （ドイツ語：Dietrich Fischer-Dieskau, 1925年5月28日 - 2012年5月18日）は、ドイツの声楽家（バリトン）、オペラ歌手、指揮者、音楽教育者、画家、著述家、朗読者。
シューベルトの『冬の旅』をはじめとする彼の歌曲の録音は、リリースから半世紀たった今でも比類がなく、絶賛されている。
400枚以上のレコード録音を行っており、おそらく彼以上に多くのレコードを残した歌手はいないと思われる。音楽学者のアラン・ブライスは、「現代の歌手で、ディートリッヒ・フィッシャー＝ディースカウほど多様なレパートリーをこなし得た歌手はいないだろう。オペラ、歌曲、オラトリオなど、ドイツ語、イタリア語、英語のいずれにおいても、言語に対する鋭い洞察力、正確性と個性を備えていた。」と語った。さらに彼はフランス語、ロシア語、ヘブライ語、ラテン語、ハンガリー語でも録音している。彼は「20世紀の最高の声楽家の一人」「20世紀で最も影響力のある歌手」と評された。
フランス人も彼を「ル・ミラクル・フィッシャー＝ディースカウ」と呼び、エリーザベト・シュヴァルツコップは「すべてを兼ね備えた生まれながらの神」と呼んだ。フィッシャー＝ディースカウは30年以上にわたりオペラとコンサートの双方に君臨した。

## 若年期
フィッシャー＝ディースカウの祖父は牧師で賛美歌学者のアルベルト・フィッシャー。古典派の学者で校長の父アルベルト・フィッシャーと、音楽教師の母テオドーラ（旧姓クリンゲルホッファー）との間の3人の息子の末っ子としてベルリン近郊のツェーレンドルフで生まれた。1934年に父親がハイフンで「ディースカウ」を付け加えて名乗った（母親が、ヨハン・セバスティアン・バッハが『農民カンタータ』を書いた領主のカンマーヘル・フォン・ディースカウの一族の子孫であったため）。兄は教会音楽家のクラウス・フィッシャー＝ディースカウ。ディートリッヒは内気で内向的な子供だったが、同室で育ったもう一人の兄マルティンが身体的にも精神的にも障碍があったため、彼を楽しませるために幼年時代から人形劇を演じ歌唱をしていた。
両親は16歳から正式な声楽のレッスンを受けさせた。最初にゲオルク・A・ヴァルターに、そして1942年からベルリン音楽院（現：ベルリン芸術大学）でヘルマン・ヴァイセンボルンに師事した。1943年、空襲下のツェーレンドルフではじめて公の場で歌う。しかし、同年ベルリン音楽院で1学年と1学期分をおさめた直後に、ドイツ国防軍に召集され、ロシア戦線で馬の世話をした。彼は自分の精神を維持するために「朝の星の詩」という日記をつけた。"ひどい寒さ、たくさんの雪、そしてさらに多くの嵐 "、 "毎日馬が食料不足で死んでいる"。そして障碍を持った兄がベルリン郊外の施設に移され飢えて死んだこと、実家が破壊されたことを知った。1944年 - 1945年の冬、彼はボローニャの南にある第65歩兵師団の第146擲弾兵連隊に転進し、戦線後方の兵士たちの夕べで仲間たちを楽しませた。そこで、ドイツが降伏文書に調印する3日前の1945年5月5日にイタリア戦線で連合軍に捕らえられ投獄された。その間、彼は独学で声楽の研究を続け、初のコンサートを行った。アメリカ軍はこれが気に入り彼をあちこちに送り込んだ。そのため彼の捕虜生活は1947年6月まで続き、送還された最後のドイツ人の一人となった。

## 歌手としての経歴

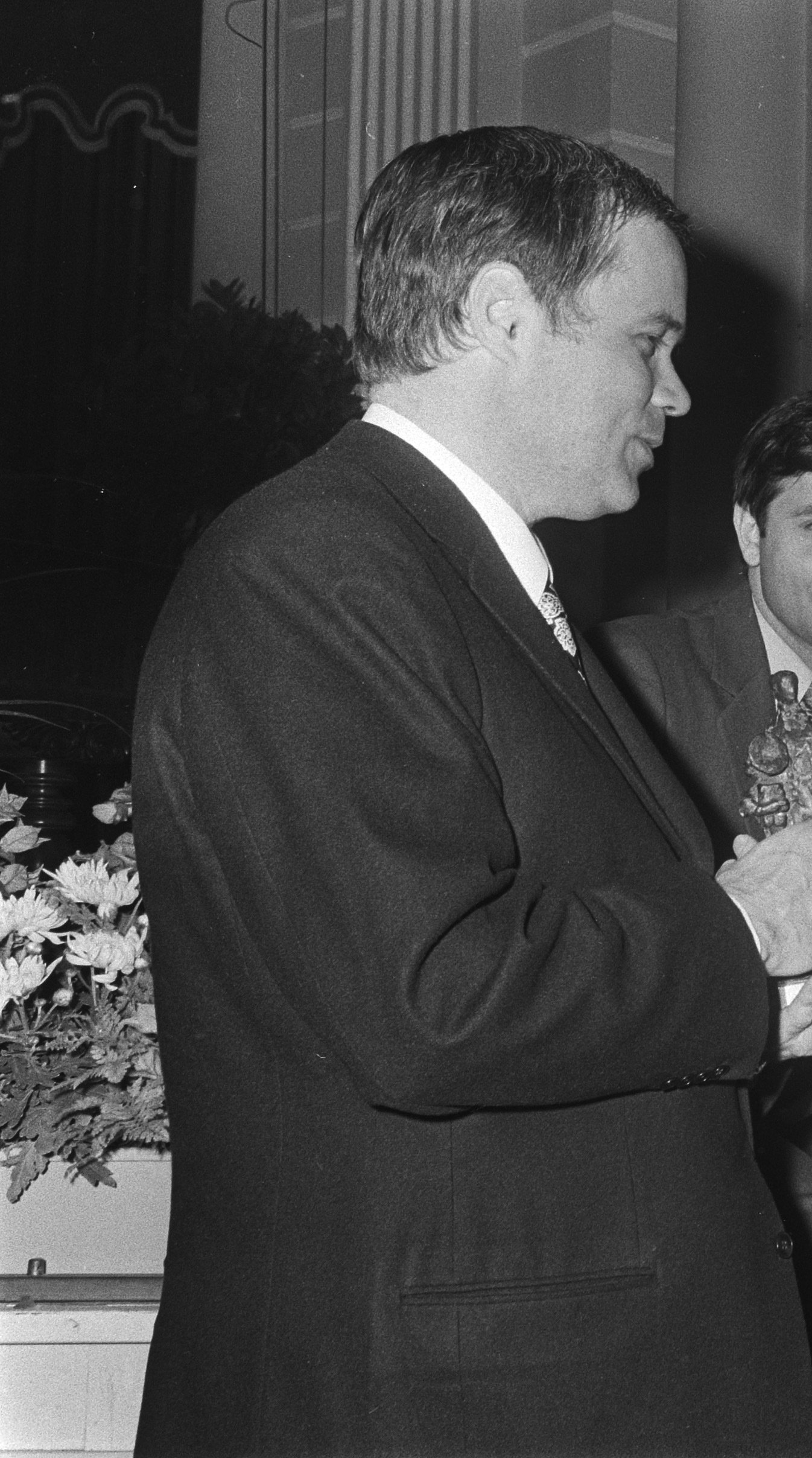
1970年のフィッシャー＝ディースカウ

1947年にベルリン音楽院に戻り、バーデンヴァイラーでプロ歌手としての経歴がはじまる。彼はヨハネス・ブラームスの『ドイツ・レクイエム』の演奏会で、直前に病気になった歌手の代役としてリハーサルなしで歌った。1947年秋に最初の歌曲リサイタルをライプツィヒで開いたのに続き、ベルリンのティタニア・パラスト（元映画館）で行った最初の演奏会でも成功をおさめた。
フィッシャー＝ディースカウの実質的なキャリアは、1948年1月、まだヘルマン・ヴァイセンボルンの学生だったとき、RIAS（Rundfunk Im Amerikanischen Sektor: アメリカ軍占領地区放送局）においてシューベルト歌曲集『冬の旅』を歌ったことから始まった（録音が現存している）。
同年秋、フィッシャー＝ディースカウはベルリン市立歌劇場（1961年以降はベルリン・ドイツ・オペラ）の首席リリックバリトン歌手として採用され、フェレンツ・フリッチャイ指揮のもとヴェルディ『ドン・カルロ』ポーザ公爵を歌ってオペラ・デビューを飾った。他にもワーグナー『タンホイザー』ヴォルフラムなどの役で活躍した。フィッシャー＝ディースカウは1978年までこのオペラ・カンパニーを本拠地とした。
翌1949年、最初のレコード録音が行われ、ブラームス『4つの厳粛な歌』を歌った。続いて彼はウィーンとミュンヘンの歌劇場にも客演する。以降はイギリス、オランダ、スイス、フランス、イタリアなどに演奏旅行を行った。転機は1951年にはザルツブルク音楽祭にフルトヴェングラーとの共演でマーラーの『さすらう若者の歌』を歌ってデビューを果たしたことである。同年、フィッシャー＝ディースカウはロンドンのロイヤル・アルバート・ホールで開催されたブリテン・フェスティバル (en:Festival of Britain) でイギリスデビューも果たした。ブラームスの歌曲集でエディンバラ音楽祭にもデビューした。トーマス・ビーチャムが指揮したフレデリック・ディーリアス『人生のミサ』にも出演した。1954年にはバイロイト音楽祭に『タンホイザー』ヴォルフラムでデビューし、1961年まで毎年出演した。ザルツブルク音楽祭でも1956年から1970年代にかけての常連出演者であった。
オペラ歌手として、彼は主にベルリンとミュンヘンのバイエルン国立歌劇場で活動し、ウィーン国立歌劇場、ロンドンのコヴェント・ガーデン（ロイヤル・オペラ・ハウス）、ハンブルク州立歌劇場や日本での公演、それにエディンバラの音楽祭で王立劇場への客演を行った。
彼はキャリアの早い段階から、エリーザベト・シュヴァルツコップとイルムガルト・ゼーフリート、そしてレコーディング・プロデューサーのウォルター・レッグと協力し、シューベルトとフーゴ・ヴォルフによる歌曲のアルバムを作り上げている。
1951年、ロンドンのEMIアビー・ロード・スタジオにおいて、はじめてジェラルド・ムーアの伴奏ピアノでの歌曲のレコードを録音した。その際の曲目はシューベルトの歌曲集『美しき水車小屋の娘』の全曲を含んでいた。二人は1952年1月31日、ロンドンのキングスウェイ・ホールにおいて、フィルハーモニア・コンサート・ソサエティのマイソール・コンサートで『美しき水車小屋の娘』を演奏した。ジェラルド・ムーアはフィッシャー＝ディースカウの最も重要なピアノ伴奏者であり、1967年のムーアの公演引退までしばしば演奏会や録音を行い、それらは高い評価が与えられた。特にフランツ・シューベルトの歌曲については、男声にふさわしい歌曲をすべて録音するという大規模なプロジェクトを完成し、さらに主な重唱曲も合わせて収録している。他にロベルト・シューマン、フランツ・リスト、ヨハネス・ブラームス、フーゴ・ヴォルフ、リヒャルト・シュトラウスなど、主要なリート作曲家の歌曲を数多く録音しており、いずれもドイツ・リートの名録音と言われる。
また、ピアニストとしてのヴォルフガング・サヴァリッシュと多くのコンサートを行い、いくつかのレコードを録音している。他にも伴奏を務めたピアニストは、クラウス・ビリング、ヘルマン・ロイター、ヘルタ・クルスト、イェルク・デームス、レナード・バーンスタイン、マウリツィオ・ポリーニ、スヴャトスラフ・リヒテル、ダニエル・バレンボイム、アルフレート・ブレンデル、マレイ・ペライア、ハルトムート・ヘル、小林道夫など多数にのぼり、フィッシャー＝ディースカウ本人の弁によると「180人くらい」だという。『冬の旅』のスタジオ録音だけでも8回行ったのをはじめ、膨大な数のリサイタルと録音を行っており、20世紀最大のドイツリート歌手の一人としての地位を確立しているのみならず、歌曲の価値の高さそのものを認知させ向上させることに貢献している。
フィッシャー＝ディースカウは「特にリートを歌う場合には、発音が大切になってきます」と述べている。彼は20世紀前半において声楽発音の常識であった舞台ドイツ語 (de:Bühnendeutsch) に、口語発音を取り入れ現代化させていった。
ドイツの歌手には珍しく地方歌劇場での下積み期間がほとんどないこともあり、同年輩のヘルマン・プライやエーベルハルト・ウェヒターと違ってオペレッタはあまり歌わないが、それでもヨハン・シュトラウス2世『こうもり』『ジプシー男爵』の録音を残している。
フィッシャー＝ディースカウの初めての米国への演奏旅行は1955年、29歳の時に行われ、4月15日にJ.S.バッハのカンタータ『私は十字架を喜んで担おう Ich will den Kreuzstab gerne tragen』BWV56と4月16日の『ドイツ・レクイエム』でシンシナティにおいてコンサートデビューを果たした。4月19日、ミネソタ州セントポールでフランツ・シューベルトの歌曲を歌ってアメリカでの歌曲リサイタルのデビュー。ニューヨークでのデビューは5月2日、タウンホールで行われ、シューベルトの歌曲集『冬の旅』を休憩なしで歌った。アメリカでのリサイタルはいずれもジェラルド・ムーアの伴奏で行われた。ニューヨークのカーネギー・ホールで初めての歌曲リサイタルを1964年に開いた。
彼のレパートリーは、クロード・ドビュッシーやモーリス・ラヴェルなどのフランス歌曲や、チャールズ・アイヴズのアメリカ歌曲にも広がっており、約100人の作曲家による約3,000曲に及んでいた。アルノルト・シェーンベルクやアルバン・ベルク、アントン・ウェーベルンをはじめ、現代音楽の作品も数多く歌っている。1962年5月30日、コベントリーの新聖堂で行われたベンジャミン・ブリテン『戦争レクイエム』の初演に参加（ブリテンがソリストとしてフィッシャー＝ディースカウを選んだ）し、イギリスのテノール、ピーター・ピアーズと並んで歌った。フィッシャー＝ディースカウは、ハンス・ヴェルナー・ヘンツェ、カール・アマデウス・ハルトマン（彼のために『歌の情景 Gesangsszene』を書いた）、アリベルト・ライマン、サミュエル・バーバー、ハンス・ヴェルナー・ヘンツェ、エルンスト・クルシェネク、ヴィトルト・ルトスワフスキ、ジークフリート・マットゥス、ヴィンフリート・ツィリヒ、ゴットフリート・フォン・アイネム、オトマール・シェックにも精通していた。国連の委嘱により1973年に書かれたゴットフリード・フォン・アイネムのカンタータ『後に生まれる人のために An die Nachgeborenen』の1975年初演と1993年の録音にも参加し、ユリア・ハマリとカルロ・マリア・ジュリーニ指揮ウィーン交響楽団と共演した。
他にも、フィッシャー=ディースカウの主要なレパートリーには宗教曲、特にJ.S.バッハがあげられる。彼の歌唱はこの分野でも際立った存在であり、EMIに残したカール・フォルスターの指揮での録音や、アルヒーフに残したカール・リヒターの指揮でのさまざまなアリアは、古楽器が流行した現在でも色あせることがない。
彼はイタリアオペラも録音している。ヴェルディ『リゴレット』タイトル・ロール（レナータ・スコット、カルロ・ベルゴンツィと共演）や『ドン・カルロ』ロドリゴの録音は、おそらくこれらの録音の中で最も評価されているものであろう。他にも、前者ほどの影響力はないとしても、『マクベス』タイトル・ロール（エレナ・スリオティスと共演）『椿姫』ジョルジョ・ジェルモン、プッチーニ『トスカ』スカルピア（ビルギット・ニルソンと共演）などもある。指揮者のフェレンツ・フリッチャイは言った「ベルリンでイタリアのバリトンに出会えるとは夢にも思わなかった」。

## 歌手生活からの引退
フィッシャー＝ディースカウは、彼が提案したアリベルト・ライマンのオペラ『リア王』を最後に、1978年にオペラから引退したが、歌曲やコンサートの歌手としては1992年まで歌い続けた。
1970年代からは指揮者としてオーケストラ・ピットおよび録音スタジオでの活動を開始していた。
1983年よりベルリン音楽院教授として、リートのマスター･クラスを持ち、彼のもとからトーマス・クヴァストホフ、アンドレアス・シュミット、ディートリヒ・ヘンシェル、マティアス・ゲルネ、クリスティアン・ゲルハーヘルなどリート界を代表する歌手が数多く育っている。1956年よりベルリン芸術アカデミー会員、1984年よりアメリカ芸術科学アカデミー会員、1991年よりハンブルク自由芸術アカデミー会員。1992年12月31日、ミュンヘンでの大晦日のガラで歌手としての活動に終止符を打ち、67歳で演奏会活動から身を引いた。最後の曲はヴェルディ『ファルスタッフ』の最後の締めくくり「Tutto nel mondo è burla（世の中全て冗談だよ）」であった。

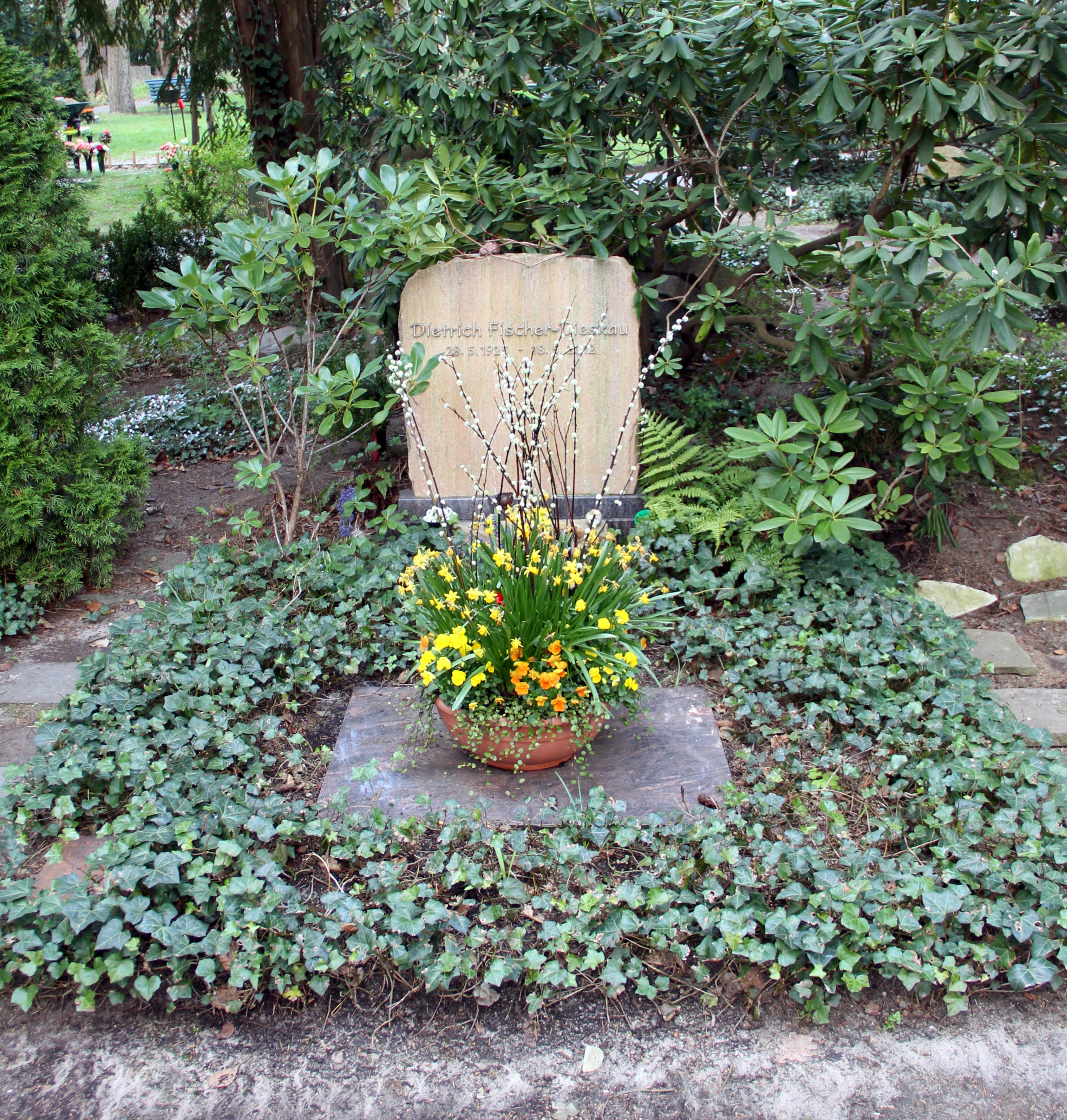
ベルリン-ヴェストエントのヘーア通りにある名誉の墓

その後は、教育（特にリートの解釈）、指揮、絵画活動、詩の朗読活動、書籍の執筆に専念した。例えば1994年のラインガウ音楽祭では、ゲルト・ヴェストパル（ドイツ語）（ドイツ・スイスの著名な映画監督、俳優、朗読家）にも朗読されているリヒャルト・シュトラウスからフーゴ・フォン・ホフマンスタールへの手紙を朗読。また、リヒャルト・シュトラウスのメロドラマ『イノック・アーデン』の朗読と録音を行うなど、朗読家としての活動を続けた。また、ロベルト・シューマン協会の名誉会員にもなっている。
フィッシャー＝ディースカウは、87歳の誕生日を10日後に控えた2012年5月18日、ベルリン・ヴェストエントの自宅と交互に住んでいたバイエルン州オーバーバイエルン行政管区ベルク・アム・シュタルンベルガー・ゼー（ドイツ語版）（Himbselweg 16）の自宅で死去した。86歳没。訃報はドイツの日刊紙フランクフルター・アルゲマイネ・ツァイツング (FAZ) のトップ記事で報じられた。葬儀は2012年5月25日、ベルリン・ヴェストエントのヘーア通り墓地で行われた。ディートリッヒ・フィッシャー＝ディースカウの最後の休息地は、ベルリン州の名誉の墓に指定されている。フィッシャー・ディースカウは2000年からベルリンの名誉市民になっていたため、他のベルリンの名誉の墓の大半とは異なり、指定の期限は定められていない。
リート、オペラ、宗教音楽と、声楽の各分野において大きな足跡を残した点は比類がなく、日本の共同通信系は讀賣新聞などに「百年に一人の大歌手」として訃報を配信した。

## 日本との関係
合計11回来日している。
1. 1963年 ベルリン・ドイツ・オペラ カール・ベーム指揮 ベートーヴェン『フィデリオ』ドン・フェルナンド[25]、モーツァルト『フィガロの結婚』アルマヴィーヴァ伯爵[26]、リーダーアーベント ピアノ：イェルク・デームス
2. 1966年 ベルリン・ドイツ・オペラ オイゲン・ヨッフム指揮 モーツァルト『魔笛』弁者[27]、ロリン・マゼール指揮 ヴェルディ『椿姫』ジェルモン[28]、ハンス・ヴェルナー・ヘンツェ指揮『若い恋人たちのエレジー』グレゴール・ミッテンホーファー[29]、ヨッフム・フィッシャー＝ディースカウの夕べ、リーダーアーベント ピアノ：イェルク・デームス
3. 1970年 ベルリン・ドイツ・オペラ ロリン・マゼール指揮 ヴェルディ『ファルスタッフ』タイトル・ロール[30]、特別演奏会 ヨッフム指揮ベルリン・ドイツ・オペラ管弦楽団、リーダーアーベント ピアノ：ヴァイセンボルン、室内楽公演 フルート：ニコレ ヴァイオリン：豊田耕児 チェロ：レッシュ ピアノ：小林道夫 ほか
4. 1974年 バイエルン国立歌劇場 ヴォルフガング・サヴァリッシュ指揮、フェルディナント・ライトナー指揮 モーツァルト『フィガロの結婚』アルマヴィーヴァ伯爵[31]、特別演奏会 サヴァリッシュ ピアノ：小林道夫
5. 1977年 ヴォルフガング・サヴァリッシュ指揮 NHK交響楽団 シューマン『ゲーテのファウストからの情景』、リーダーアーベント ピアノ：ヴォルフガング・サヴァリッシュ
6. 1979年 ヴォルフガング・サヴァリッシュ指揮 NHK交響楽団 ショスタコーヴィチ交響曲第14番『死者の歌』、ブリテン『戦争レクイエム』、二重唱の夕 ソプラノ：ユリア・ヴァラディ ピアノ：ヴォルフガング・サヴァリッシュ、室内歌曲の夕 ウィーン室内合奏団 ピアノ：小林道夫
7. 1981年 リーダーアーベント ピアノ：イェルク・デームス
8. 1983年 テオドール・グシュルバウアー指揮 NHK交響楽団、リーダーアーベント ピアノ：ハルトムート・ヘル、室内歌曲の夕べ ヴァイオリン：原田幸一郎 チェンバロ：小林道夫 ほか
9. 1987年 リーダーアーベント ピアノ：ハルトムート・ヘル
10. 1989年 ヴォルフガング・サヴァリッシュ指揮 NHK交響楽団 マーラー『さすらう若人の歌』、リーダーアーベント ピアノ：ハルトムート・ヘル
11. 1992年 ヴォルフガング・サヴァリッシュ指揮 バイエルン国立歌劇場特別コンサート、リーダーアーベント ピアノ：ヴォルフガング・サヴァリッシュ、朗読「シューベルトを詠む」フォルテピアノ：小林道夫

1997年1月9日 - 4月4日 シューベルトの生誕200年を記念し、NHK教育テレビにおいて『NHK趣味百科 シューベルトを歌う 講師：ディートリッヒ・フィッシャー＝ディースカウ』が放映された。

## 評価
- 彼のキャリアを通じて、彼の音楽性とテクニックは批評家からしばしば「完璧」と評される。オペラ・ニュースのグレッグ・サンドウは、「全てにおいて彼のテクニックは息を呑むようなもので、誰かが記念碑を建てるべきだ」と述べている[32]。
- 彼は「世界で最も偉大なリート歌手」（タイム誌）として、引退するまで、世界中のコンサートホールは常に完売であった。詩と音楽を対等なパートナーとして提示する彼の演奏の正確さは、今日まで続く歌曲の基準を確立している。現在、ドイツ・ロマン派の芸術歌曲が広く知られるようになったのは、主に彼の努力によるものである。シューベルトの歌曲の歌手として最も賞賛されたフィッシャー＝ディースカウは、評論家ヨアヒム・カイザーによると、唯一の真のライバルは彼自身であったという。彼は何十年にもわたって新たな基準を確立し、新たな領域を探索し、予期しない感情を表現したのである[33]。
- トーマス・ハンプソンは、フィッシャー＝ディースカウがグラモフォン誌 Hall of Fame（殿堂）を受章するにあたって以下のように述べている。「フィッシャー＝ディースカウのような知名度、賞賛、影響力を持つアーティストはまずいない。その影響力を生前に実感できるアーティストはさらに少ない。彼は現代の録音時代を切り開き、録音に何ができるかという我々の認識や方法に挑戦し、現代の録音の可能性を探り、クラシック音楽を振興する可能性を開拓した。私たちが彼の音色の美しさに酔いしれたり、彼の知性の探究心や疑問を投げかける力に敬意を表したり、あるいは彼が長いレコーディングキャリアの中で達成してきた驚くべき身体能力に驚嘆したりするときは、私たちは必ず立ち止まって、この偉大なアーティストに『ありがとう』と言わなければならない。」
- 畑中良輔はフィッシャー＝ディースカウの死去にあたり『フィッシャー＝ディースカウに憧れなかった者はいない』と題した追悼文（未完）を執筆した。畑中はフィッシャー＝ディースカウの6日後の2012年5月24日に死去し、これが絶筆となった。この追悼文は未完のまま『音楽の友』2012年7月号に掲載された[34]。堀内修は「神の如き歌手を追悼し、聴いてきた体験を語るのが最もふさわしいのは、畑中良輔氏に決まっている。しかしそれはもうかなわない。」と記した[35]。
- ルネ・コロはフィッシャー＝ディースカウを「彼の声はまさにリートのために運命づけられた」と称賛し、性格については「非常に魅力的で、非常に親切で、非常に親しみやすかった」と称賛した[36]。
- ブリギッテ・ファスベンダーは「非常に繊細で、精神的に明晰な人」だったと語った。「彼と一緒に仕事をしていた人たちにとって、彼は常にお手本となる存在でもありました。彼は生まれながらにして大御所そのものでした。[37]」

## 私生活
フィッシャー・ディースカウは1949年、チェロ奏者のイルムガルト・ポッペンと結婚した。ふたりの間には3人の息子がいる。舞台デザイナーのマティアス・フィッシャー＝ディースカウ（1951-）、指揮者のマルティン・フィッシャー＝ディースカウ（1954-）、チェロ奏者のマヌエル・フィッシャー＝ディースカウ（1963-）である。イルムガルトは1963年に出産後の合併症で亡くなった。以後彼は女優のルート・ロイヴェリク（1965年 - 1967年）、クリスティーナ・プーゲル・シューレ（1968年 - 1975年）と再婚し、1977年以降はハンガリー人（ルーマニア生まれ）のソプラノ歌手ユリア・ヴァラディと4度目の結婚生活を送った。
兄のクラウス・フィッシャー＝ディースカウは、ハインリヒ・シュッツによる1961年の受難曲の録音も含め、ディートリヒのために何度も指揮をした著名な合唱指揮者であった。

## メディア
- フィッシャー=ディースカウによるマーラーの『亡き子をしのぶ歌』/ ルドルフ・ケンペ指揮ベルリン・フィルハーモニー管弦楽団、1955年録音
- 2. なぜそんなに暗い眼差しだったのか、今にしてよくわかる
- 3. きみのお母さんが戸口から入ってくるとき
- 4. いつも思う。子供たちはちょっと出かけただけなのだと
- 5. こんな嵐のときに

## 受賞・受章歴
- 1958年：ドイツ連邦共和国功労勲章一等功労十字章
- 1963年：ウィーン・モーツァルトゲマインデ協会によるモーツァルトメダル[38]
- 1974年：ドイツ連邦共和国功労勲章大功労十字章
- 1975年：レオニー・ソニング音楽賞
- 1980年：エルンスト・フォン・ジーメンス音楽賞
- 1984年：バイエルンマクシミリアン科学芸術協会賞
- 1984年：プール・ル・メリット勲章
- 1986年：ドイツ連邦共和国功労勲章大功労十字星章
- 1987年：ツヴィッカウ市のロベルト・シューマン賞
- 1988年：エルンスト・フォン・ジーメンス音楽賞
- 1990年：レジオンドヌール勲章シュヴァリエ
- 1993年：エルンスト・ロイターのバッジ
- 1994年：ヴィルヘルム・ピッツ賞、バイロイト
- 1998年：シュレスヴィヒ＝ホルシュタイン州ブラームス協会からブラームス賞
- 2000年：ベルリンの名誉市民
- 2001年：フランクフルト音楽賞
- 2002年：高松宮殿下記念世界文化賞[39]
- 2003年：小惑星の名前の提供者（42482）Fischer-Dieskau[40]

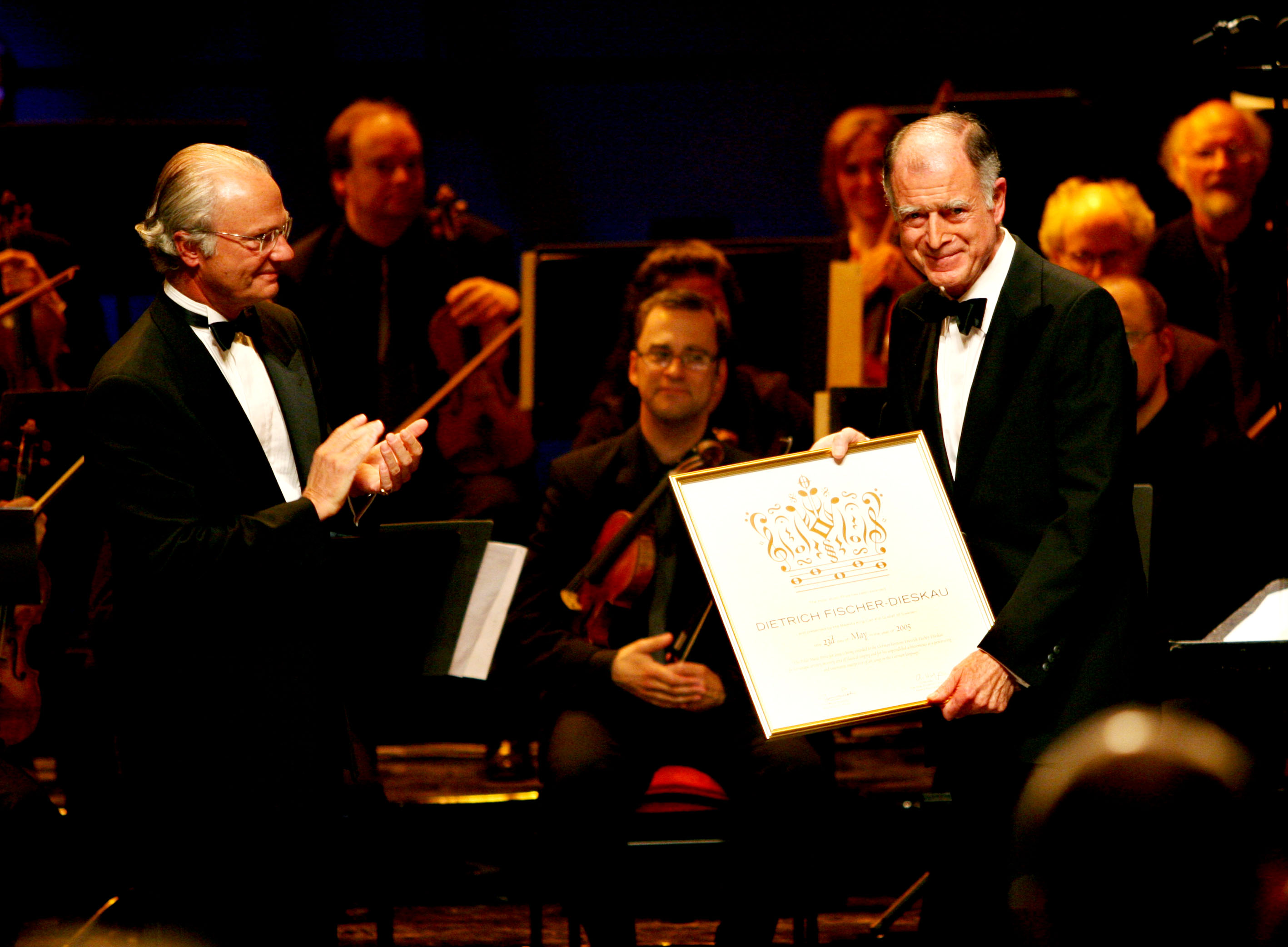
ポーラー音楽賞を受賞するフィッシャー=ディースカウ

- ポーラー音楽賞（英語版）を受賞するフィッシャー=ディースカウ2005年：ノーベル音楽賞に匹敵するポーラー音楽賞（英語版）
- 2006年：ベルリンの熊（BZ文化賞）
- 2007年：デュースブルク市音楽賞
- 2008年：ミュンヘン市からの文化的名誉賞
- 2008年：インターナショナル・フーゴ＝ヴォルフ・メダル
- 2009年：ワイマールのゲーテ協会のゴールデン・ゲーテ・メダル[41]
- 2012年：グラモフォン誌 Hall of Fame（殿堂入り）
- 1970年、1972年、1977年、1988年、2000年の5つのグラミー賞、25回のノミネート[42]
- ミュンヘンとベルリンの宮廷歌手
- オックスフォード大学、イェール大学、ソルボンヌ大学、ハイデルベルク大学からの名誉博士号

## 主なディスコグラフィー

### 歌唱
以下はほんの一部に過ぎない.
- Bach, 75 Cantatas, with Karl Richter on the Polygram label
- Bach, Jesus and bass parts in the Passions under a wide host of conductors, e.g. Herbert von Karajan, Otto Klemperer, Wilhelm Furtwängler, Fritz Lehmann, and Karl Richter
- Bach, Christmas Oratorio, with Sir Philip LedgeBartók, Bluebeard's Castle, with Ferenc Fricsay
- Bartók, Bluebeard's Castle, with his third wife Julia Varady as Judith, directed by Wolfgang Sawallisch
- Beethoven, Fidelio, with Fricsay
- Beethoven, Fidelio, with Leonard Bernstein
- Beethoven, Choral Symphony, with Fricsay
- Alban Berg, Wozzeck, with Karl Böhm
- Alban Berg, Lulu, with Karl Böhm
- Georges Bizet, Die Perlenfischer – in deutscher Sprache 1950
- Brahms, Ein Deutsches Requiem, with Rudolf Kempe
- Brahms, Ein deutsches Requiem, with Otto Klemperer and the Philharmonia Orchestra on the Angel label
- Brahms, Ein deutsches Requiem, with Otto Klemperer, the Philharmonia Orchestra and Elisabeth Schwarzkopf on the EMI label 1961 recorded at Kingsway Hall in March 1961
- Brahms, Liebeslieder Walzer on the Deutsche Grammophon label
- Brahms, Vier ernste Gesänge, lieder, with Jörg Demus, piano on the Deutsche Grammophon label ブラームス 4つの厳粛な歌
ピアノ：イェルク・デムス
ドイツ・グラモフォンレーベル

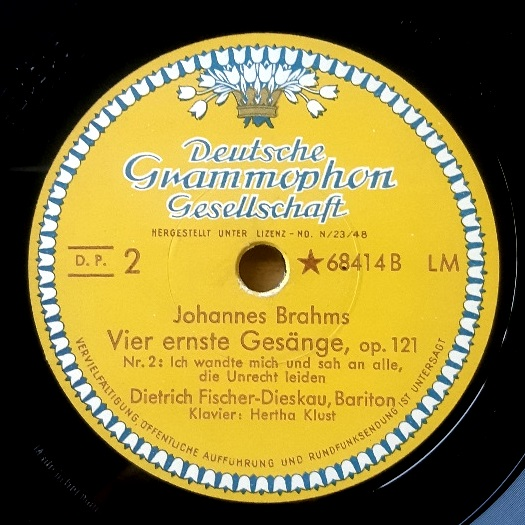
ブラームス 4つの厳粛な歌
ピアノ：イェルク・デムス
ドイツ・グラモフォンレーベル

- Brahms, Die schöne Magelone
- Britten, War Requiem, Benjamin Britten conducting, with Galina Vishnevskaya and Sir Peter Pears
- Busoni, Doktor Faust, conductor Ferdinand Leitner
- Cimarosa, The Secret Marriage, with Daniel Barenboim
- Debussy, Mélodies, with Hartmut Höll, piano, recorded 1988 for Claves Records, available in 2006 on Brilliant Classics
- Fauré, Requiem, Op. 48 under André Cluytens on EMI
- Gluck, Orfeo ed Euridice with Karl Richter
- Gluck, Orfeo ed Euridice with Fricsay
- Gluck, Iphigenie in Aulis with Artur Rother
- Gluck, Iphigenie in Aulis with Kurt Eichhorn and Anna Moffo
- Haydn, The Creation, singing the role of Adam, with Herbert von Karajan
- Haydn, The Creation, singing the roles of Adam and the Archangel Raphael, with Sir Neville Marriner
- Henze, Elegie für junge Liebende, with Martha Mödl, the composer conducting
- Paul Hindemith, Cardillac, with Joseph Keilberth
- Paul Hindemith, Mathis der Maler, with Rafael Kubelík
- Paul Hindemith, When lilacs last in the dooryard bloom'd (Requiem "for those we love"), with Wolfgang Sawallisch
- Franz Liszt, 44 Lieder, with Daniel Barenboim on the Deutsche Grammophon label
- Carl Loewe, Carl Loewe Ballads and Lieder, with pianist Jörg Demus
- Carl Loewe Loewe: Balladen & Lieder, with pianist Hartmut Höll
- Mahler, Das Lied von der Erde, with Leonard Bernstein and the Vienna Philharmonic
- Mahler, Lieder, with Daniel Barenboim, piano, on the EMI label
- Mahler, Lieder eines fahrenden Gesellen and Des Knaben Wunderhorn, with Daniel Barenboim, Berliner Philharmoniker, on the Sony label
- Mahler, Lieder eines fahrenden Gesellen and Kindertotenlieder with orchestra, with Wilhelm Furtwängler and Rudolf Kempe, on the EMI label
- Mahler, Kindertotenlieder, with Karl Böhm
- Mahler, Rückert-Lieder, on the Deutsche Grammophon label
- Felix Mendelssohn, Lieder, with Hartmut Höll, piano, recorded 1989 and 1991 for Claves Records, available in 2006 on Brilliant Classics
- Mozart and Haydn Discoveries, with Reinhard Peters and the Vienna Haydn Orchestra on the Decca label
- Mozart, The Magic Flute with Ferenc Fricsay
- Mozart, The Magic Flute, with Karl Böhm
- Mozart, The Magic Flute, with Georg Solti (as the Sprecher)
- Mozart, The Marriage of Figaro, with Karl Böhm
- Mozart, The Marriage of Figaro, with Ferenc Fricsay
- Mozart, Don Giovanni, with Ferenc Fricsay (in German)
- Mozart, Don Giovanni, with Karl Böhm
- Mozart, Così fan tutte, at least two different recordings are available, one starring Gundula Janowitz as Fiordiligi; the other starring Irmgard Seefried, both conducted by Karl Böhm. DFD plays Don Alphonso in both.
- Mozart, Requiem, with Daniel Barenboim
- Mozart, Coronation Mass and Vesperae Solennes De Confessore with Eugen Jochum
- Offenbach, Les contes d'Hoffmann, as Lindorf/Coppelius/Miracle/Dapertutto on the EMI label
- Orff, Carmina Burana, with Eugen Jochum and the Chor und Orchester der Deutschen Oper Berlin on the Deutsche Grammophon label
- Hans Pfitzner, Lieder, with Hartmut Höll, piano
- Hans Pfitzner, Palestrina as Carlo Borromeo, on DGG with Rafael Kubelik
- Puccini, Tosca, with Birgit Nilsson, as well as excerpts in German with Anja Silja, on Decca Records
- Reger, Hebbel Requiem with the Philharmoniker Hamburg and Gerd Albrecht
- Reimann, Lear, with the Bavarian State Orchestra on the Polygram label
- Gioacchino Rossini, Gugliemo Tell with M. Rossi
- Schoeck, Lebendig begraben, with Radio-Symphonie-Orchester Berlin, on the Deutsche Grammophon label
- Schoeck, Notturno, five movements für voice and string quartet, on EMI Classics
- Schoeck, Lieder, with Margrit Weber (piano) and Karl Engel (piano), on the Deutsche Grammophon label
- Schubert, Deutsche Messe, with Wolfgang Sawallisch and the Orchester des Bayerischen Rundfunks on the Capitol label
- Schubert, Winterreise, with Gerald Moore, piano, on the Deutsche Grammophon label
- Schubert, Winterreise, with Daniel Barenboim, piano, on the Deutsche Grammophon label
- Schubert, Winterreise, with Jörg Demus, piano, on the Deutsche Grammophon label
- Schubert, Die schöne Müllerin, with Gerald Moore, piano, on the Angel label
- Schubert, Lieder, with Gerald Moore, piano on the Deutsche Grammophon label
- Schubert, Lieder, with Sviatoslav Richter, piano on the Deutsche Grammophon label
- Schubert, Missa Solemnis and Masses in C major and E flat major, with Wolfgang Sawallisch and the Bavarian Radio Symphony Orchestra on the EMI label
- Schubert, Schwanengesang, with Gerald Moore, piano on the EMI label
- Schubert, Schwanengesang, a recital from 1948 with Klaus Billing, piano on the Myto label
- Schubert, Lieder, with Hartmut Höll, piano, recorded 1987 for Claves Records, available in 2006 on Brilliant Classics
- Schumann, Dichterliebe, both Liederkreise, and the complete lieder for male voice, with Christoph Eschenbach, piano, on the Deutsche Grammophon label
- Schumann, both Liederkreise, with Gerald Moore, piano, on the EMI label
- Schütz St Matthew Passion SWV 479 Berlin Hugo-Distler Chor, dir. Klaus Fischer-Dieskau Archiv LP 1961[43]
- Shostakovich, Suite on Verses of Michelangelo Buonarroti and Four Verses of Captain Lebyadkin, with Vladimir Ashkenazy and the Radio Symphony Orchestra Berlin on the Polygram label
- Shostakovich, Symphony No. 14 with Bernard Haitink, Júlia Várady and the Concertgebouw Orchestra on the Decca label
- Johann Strauss, The Gypsy Baron, with Willi Boskovsky
- Johann Strauss, Die Fledermaus, with Willi Boskovsky
- Richard Strauss, Elektra, with Karl Böhm
- Strauss, Lieder, with Gerald Moore
- Strauss, Arabella, with Wolfgang Sawallisch
- Strauss, Die Frau ohne Schatten, with Joseph Keilberth (Deutsche Grammophon; re-released on Brilliant Classics)
- Strauss, Salome, with Karl Böhm
- Strauss, Der Rosenkavalier, with Karl Böhm
- Strauss, Ariadne auf Naxos, with Kurt Masur
- Strauss, Capriccio, with Wolfgang Sawallisch
- Verdi, Un ballo in maschera (in German), with Fritz Busch
- Verdi, La traviata, with Lorin Maazel
- Verdi, Otello with Sir John Barbirolli
- Verdi, Falstaff, with Leonard Bernstein
- Verdi, Macbeth, with Elena Souliotis
- Verdi, Aida, with Daniel Barenboim
- Verdi, Rigoletto with Renata Scotto, Carlo Bergonzi, Rafael Kubelík and the La Scala Orchestra on the Deutsche Grammophon label
- Verdi, Don Carlos, in German, with Ferenc Fricsay, 1948 (DFD's operatic debut)
- Verdi, Don Carlos, in Italian, with Georg Solti
- Wagner, Die Meistersinger von Nürnberg, as Hans Sachs, with Eugen Jochum and the Berliner Staatsopernorchester on the Deutsche Grammophon label
- Wagner, Die Meistersinger von Nürnberg, as Fritz Kothner the baker, with Andre Clutyens, at Bayreuth, 1956
- Wagner, Lohengrin with Rudolf Kempe (EMI), as Friedrich von Telramund
- Wagner, Lohengrin, with Eugen Jochum (conductor), Bayreuth Festival Orchestra, 1954, as the Heerrufer
- Wagner, Lohengrin, with Georg Solti, Vienna Philharmonic Orchestra, as the Heerrufer (Decca)
- Wagner, The Flying Dutchman, with Franz Konwitschny (EMI)
- Wagner, Das Rheingold, with Herbert von Karajan (DG)
- Wagner, Götterdämmerung, with Georg Solti and the Vienna Philharmonic Orchestra on the Decca label, as Gunther
- Wagner, Tristan und Isolde, with Wilhelm Furtwängler
- Wagner, Tristan und Isolde, with Carlos Kleiber
- Wagner, Tannhäuser with Otto Gerdes on DG
- Wagner, Tannhäuser with Wolfgang Sawallisch
- Wagner, Tannhäuser with Franz Konwitschny
- Wagner, Parsifal, with Hans Knappertsbusch (live at Bayreuth, 1956, CD manufactured by Arkadia)
- Wagner, Parsifal, in studio with Georg Solti
- Weber, Lieder, with Hartmut Höll, piano, recorded 1991 for Claves Records, available in 2006 on Brilliant Classics
- Dietrich Fischer-Dieskau sings Hugo Wolf (RIAS Berlin Studio Recordings from 1948, 1949 & 1953) Dietrich Fischer-Dieskau, Hertha Klust, Walter Welsch & Rudolf Wille

- Wolf, Frühe Lieder, with Hartmut Höll, piano, recorded 1986 for Claves Records, available in 2006 on Brilliant Classics
- Wolf, with Gerald Moore, Salzburg Festival Live, Vol. 4
- Wolf, Eichendorfe Lieder, with Gerard Moore
- Wolf, Mörike Lieder, with Sviatoslav Richter
- Wolf, with Daniel Barenboim
- Wolf, Goethe Lieder, with Gerard Moore
- Wolf, Italianisches Liederbuch, Irmgard Seefried, with Erik Werba, Jerg Demus
- Wolf, Italienisches Liederbuch, Elisabeth Schwarzkopf, with Gerard Moore
- Wolf, Spanisches Liederbuch, Elisabeth Schwarzkopf, with Gerard Moore

- Wolf, Mörike Lieder, with Gerard Moore
- Wolf, Drei Lieder nach Michelangelo Buonarroti, with Gerard Moore
- Zemlinsky, Lyric Symphony, with Lorin Maazel
- Dietrich Fischer-Dieskau Seine Grossten Erfolge, Beethoven, Brhams, Mahler, Schubert, Schumann, Strauss, Wolf
- Brahms/Schumann/Wolf, Lieder with Hertha Klust, Jerg Demus

### 朗読
- Strauss, Enoch Arden, with Burkhard Kehring, piano

### 指揮
- Berlioz, Harold in Italy with violist Josef Suk and the Czech Philharmonic Orchestra on the Supraphon label
- Brahms, Symphony No. 4, with the Czech Philharmonic Orchestra on the Supraphon label
- Mahler, Das Lied von der Erde with the Radio-Sinfonieorchester Stuttgart on the Orfeo label
- Schubert, Symphonies No. 5 and 8 "Unfinished," with the New Philharmonia Orchestra on the EMI label
- Richard Strauss, Arias from Salome, Ariadne auf Naxos, Die Liebe der Danae, and Capriccio, with Júlia Várady and the Bamberg Symphony Orchestra on the Orfeo label
- Richard Wagner, Wesendonck Lieder with Júlia Várady, Deutschland-Sinfonie-Orchester, Orfeo

## 著書

### 著作
- Nachklang. Ansichten und Erinnerungen. Deutsche Verlags-Anstalt シュトゥットガルト 1987 ISBN 3-421-06368-0
  - 『自伝 フィッシャー=ディースカウ－追憶』実吉晴夫・五十嵐蕗子・田中栄一 訳、1998年2月1日 メタモル出版 ISBN 978-4895951890
- Robert Schumann: Wort und Musik. Das Vokalwerk. Deutsche Verlags-Anstalt, シュトゥットガルト 1981, ISBN 3-421-06068-1
  - 『シューマンの歌曲をたどって』原田茂生、吉田文子 訳、2005年1月24日 白水社、ISBN 978-4560037300
- Wagner und Nietzsche: der Mystagoge und sein Abtrünniger. Deutsche Verlags-Anstalt, シュトゥットガルト 1974, ISBN 3-423-01429-6
  - 『ワーグナーとニーチェ（ちくま学芸文庫）』荒井秀直 訳、2010年12月10日 筑摩書房、ISBN 978-4480093233
- Auf den Spuren der Schubert-Lieder. Werden, Wesen, Wirkung. Brockhaus, ヴィースバーデン 1971, ISBN 3-7653-0244-9
  - 『シューベルトの歌曲をたどって』原田茂生 訳、2012年5月18日 白水社、新装復刊版、ISBN 978-4560082232
  - 『シューベルトの歌曲をたどって』原田茂生 訳、2004年12月14日 白水社、新装版、ISBN 978-4560037317
- Jupiter und ich. Begegnungen mit Furtwängler. ベルリン大学出版局 ベルリン 2009 ISBN 978-3-940432-66-7
  - 『フルトヴェングラーと私 ---ユピテルとの邂逅』野口剛夫 訳、河出書房新社、ISBN 978-4309273907
- The Fischer-Dieskau Book of Lieder: The Original Texts of over 750 Songs.  Trans. Richard Stokes and George Bird. Random House, 1977. ISBN 0394494350
- Reverberations: The Memoirs of Dietrich Fischer-Dieskau. Trans. Ruth Hein.  Fromm International, 1989. ISBN 0880641371
- Schubert's Songs: A Biographical Study. Alfred A. Knopf, 1977. ISBN 0394480481
- Wenn Musik der Liebe Nahrung ist. Deutsche Verlags-Anstalt シュトゥットガルト 1990 ISBN 3-421-06571-3
- Fern die Klage des Fauns. Claude Debussy und seine Welt. Deutsche Verlags-Anstalt. シュトゥットガルト 1993. ISBN 3-421-06651-5
- Schubert und seine Lieder. Deutsche Verlags-Anstalt. シュトゥットガルト 1996 ISBN 3-421-05051-1 （ペーパーバック版：Schubert und seine Lieder. Insel. Frankfurt 1999 ISBN 3-458-34219-2）
- Carl Friedrich Zelter und das Berliner Musikleben seiner Zeit. Eine Biographie. Nicolai ベルリン 1997 ISBN 3-87584-652-4
- Die Welt des Gesangs. Metzler Stuttgart 1999 ISBN 3-476-01638-2
- Zeit eines Lebens. Auf Fährtensuche. Deutsche Verlags-Anstalt. シュトゥットガルト 2000 ISBN 3-421-05368-5
- Musik im Gespräch. Streifzüge durch die Klassik mit Eleonore Büning. Propylaea ミュンヘン 2003 ISBN 3-549-07178-7
- Goethe als Intendant. Theaterleidenschaften im klassischen Weimar. dtv ミュンヘン 2006 ISBN 3-423-24581-6
- Johannes Brahms. Leben und Lieder. List. ベルリン 2008 ISBN 978-3-548-60828-0
- Das deutsche Klavierlied. ベルリン大学出版局 ベルリン2012 ISBN 978-3-86280-021-6

### 編著
- Texte deutscher Lieder. dtv ミュンヘン 1968 ISBN 978-3-423-30095-7
- Der Nacht ins Ohr. Gedichte von Eduard Mörike. Vertonungen von Hugo Wolf. Ein Lesebuch. Hanser ミュンヘン 1998 ISBN 3-446-19524-6
- Auf Flügeln des Gesanges. Die hundert schönsten Musikgedichte. Aufbau ベルリン 2008 ISBN 978-3-351-03246-3

## 伝記
- Hans A. Neunzig: Dietrich Fischer-Dieskau – Ein Leben in Bildern. Henschel, ベルリン 2005 ISBN 3-89487-499-6
  - 『ディートリヒ・フィッシャー=ディースカウ－偉大なる声楽家の多面的肖像』ハンス・A. ノインツィヒ、小場瀬純子 訳、1998年12月10日 音楽之友社、ISBN 978-4276217768
- Kenneth S. Whitton: Dietrich Fischer-Dieskau: Mastersinger. Holmes & Meier Publishers, 1981 ISBN 0-8419-0728-5
  - 『フィッシャー=ディースカウ』ケネス・S・ホイットン、小林利之 訳、1985年8月1日 東京創元社、ISBN 978-4488002190

## 注
1. ↑  Sänger Dietrich Fischer-Dieskau gestorben Der Tagesspiegel 18 May 2012
2. ↑  “German baritone singer Dietrich Fischer-Dieskau dies - BBC News”.   BBC. 2021年1月27日閲覧。
3. ↑  Gramophone, on Fischer-Dieskau and Winterreise
4. ↑  Marquis Who's Who in the World, 2004
5. ↑  Ted Libbey. The NPR Listener's Encyclopedia of Classical Music New York: Workman Publishing, 2006
6. ↑  The Guardian, 20. May 2005
7. 1 2  Dietrich Fischer-Dieskau: the Baritone of Our Age by Richard Wigmore 6 June 2007
8. 1 2  『NHK趣味百科 シューベルトを歌う』P.19 1997年
9. 1 2 3  Lewis, Daniel (2012年5月18日). “Dietrich Fischer-Dieskau, Lyrical and Powerful Baritone, Dies at 86 (Published 2012)” (英語). The New York Times. ISSN 0362-4331 2021年1月26日閲覧。
10. ↑  Nadine Zeller: Karriere begann in Badenweiler. Fischer-Dieskaus Debüt. In: Badische Zeitung. 25. Mai 2012 (gedruckte Ausgabe). 2021年1月25日閲覧（ドイツ語）
11. ↑  フィッシャー=ディースカウ; シューベルト; ビリング, 冬の旅*歌曲集 2021年1月24日閲覧。
12. ↑  Archivlink (Memento des Originals vom 23. 12月 2011 im Internet Archive)  情報 Der Archivlink wurde automatisch eingesetzt und noch nicht geprüft. Bitte prüfe Original- und Archivlink gemäß Anleitung und entferne dann diesen Hinweis.（ドイツ語）
13. ↑  “小林 道夫”.   カメラータ. 2021年1月25日閲覧。
14. ↑  『NHK趣味百科 シューベルトを歌う』P.8 1997年
15. ↑  『NHK趣味百科 シューベルトを歌う』P.7 1997年
16. ↑  三ヶ尻正『歌うドイツ語ハンドブック』ショパン、2003年、72頁。ISBN 4-88364-172-4
17. ↑  ドイツ語版Wikipediaでは1952年となっているが、英語版Wikipediaでは1955年であり、『音楽の友』2012年7月号P.114の追悼記事でも岸浩は1952年とし年表では1952年の記載が見られないなど同じページ内で平仄の不一致が見られる。ただし1952年には具体的な演奏地が記載されていないため後者を採った。
18. ↑  “Le grand baryton allemand Dietrich Fischer-Dieskau est mort” (フランス語). Le Monde.fr. (2012年5月18日) 2021年1月24日閲覧。
19. ↑  „Jahrhundertsänger“: Dietrich Fischer-Dieskau ist tot; Nachruf auf spiegel.de vom 18. Mai 2012; abgerufen am 18. Mai 2012（ドイツ語）
20. ↑  “Gottfried von Einem - An die Nachgeborenen”. www.boosey.com. 2021年1月27日閲覧。
21. ↑  Kai Luehrs-Kaiser: Dietrich Fischer-Dieskau – Tod eines Jahrhundertsängers. In: Die Welt. 18. Mai 2012. Abgerufen am 9. November 2019. Manuel Brug: Der Nachlass des größten Liedsängers aller Zeiten. In: Die Welt. 13. August 2015. Abgerufen am 9. November 2019.（ドイツ語）
22. ↑  Dietrich Fischer-Dieskau in aller Stille auf dem Waldfriedhof beigesetzt. In: B.Z. 30. Mai 2012. Abgerufen am 9. November 2019.（ドイツ語）
23. ↑  Anerkennung und weitere Erhaltung von Grabstätten als Ehrengrabstätten des Landes Berlin (PDF, 205 kB). Abgeordnetenhaus von Berlin, Drucksache 17/3105 vom 13. Juli 2016, S. 2. 2021年1月25日閲覧
24. ↑  『音楽の友』2012年7月号 P.114,115
25. ↑  ルードヴィヒ・ヴァン・ベートーヴェン, ジャン＝ニコラ・ブイイ. “《フィデリオ》” (German). opera.tosei-showa-music.ac.jp. 2021年1月27日閲覧。
26. ↑  ヴォルフガング・アマデウス・モーツァルト, ピエール＝オーギュスタン・ボーマルシェ. “《フィガロの結婚》” (German). opera.tosei-showa-music.ac.jp. 2021年1月27日閲覧。
27. ↑  ヴォルフガング・アマデウス・モーツァルト, エマーヌエル・シカネーダー. “《魔笛》” (German). opera.tosei-showa-music.ac.jp. 2021年1月27日閲覧。
28. ↑  ジュゼッペ・ヴェルディ, アレクサンドル・デュマ・フィス. “《椿姫》”. opera.tosei-showa-music.ac.jp. 2021年1月27日閲覧。
29. ↑  ハンス・ヴェルナー・ヘンツェ, W. H. ・オーデン. “《若い恋人たちの悲歌》”. opera.tosei-showa-music.ac.jp. 2021年1月27日閲覧。
30. ↑  ジュゼッペ・ヴェルディ, ウィリアム・シェイクスピア. “《ファルスタッフ》” (Italian). opera.tosei-showa-music.ac.jp. 2021年1月27日閲覧。
31. ↑  ヴォルフガング・アマデウス・モーツァルト, ピエール＝オーギュスタン・ボーマルシェ. “《フィガロの結婚》” (Italian). opera.tosei-showa-music.ac.jp. 2021年1月27日閲覧。
32. ↑  Greg Sandow. "21 Sides of Fischer-Dieskau" Opera News November 2000
33. ↑  “Dietrich Fischer-Dieskau (Bass-Baritone) - Short Biography”. www.bach-cantatas.com. 2021年1月27日閲覧。
34. ↑  『音楽の友』2012年7月号 P.111
35. ↑  『音楽の友』2012年7月号 P.116
36. ↑  Anke Schäfer: „Stimmlich einfach prädestiniert für das Lied“: René Kollo zum Tod von Dietrich Fischer-Dieskau; Interview auf Deutschlandradio Kultur, Sendung Fazit vom 18. Mai 2012.（ドイツ語）
37. ↑  Ulrike Timm: „Ein kluger Intellektueller, der sich nicht zufriedengab mit der Opernbühne“: Sängerkollegin Brigitte Fassbaender zum Tod von Dietrich Fischer-Dieskau; Interview auf Deutschlandradio Kultur, Radiofeuilleton, 18. Mai 2012.（ドイツ語）
38. ↑  Inschrift Deutschordenshof, Singerstraße: Dietrich Fischer-Dieskau 1963 (abgerufen am 10. Juni 2014).
39. ↑  Kawabata, Tai (2002年9月18日). “JAA's Praemium Imperiale recognizes the world's best” (英語). The Japan Times. 2021年1月27日閲覧。
40. ↑  Minor Planet Circ. 47303 minorplanetcenter 2021年1月25日閲覧（英語）
41. ↑  Heinze, Steffen (2021年5月2日). “Ehrungen”. 2022年10月4日閲覧。
42. ↑  “Dietrich Fischer-Dieskau” (英語). GRAMMY.com (2019年11月19日). 2021年1月27日閲覧。
43. ↑  Hans Joachim Moser Heinrich Schütz: a short account of his life and works 1967 – 121 "St. Matthew Passion (SWV 479) Soloists, Hugo-Distler-Chor, Berlin, conducted by Klaus Fischer- Dieskau Archive 198 174 (mono),"